# Null Positiv
Null Positiv is een Duitse metalband die in 2015 in Lübbenau werd opgericht. De band gebruikt elementen van nu metal en de Neue Deutsche Härte. De naam van de band vertaalt zich naar "nul positief", verwijzend naar de 0+ bloedgroep.

## Geschiedenis
Producer Oliver Pinelli staat achter de eerste ep Krieger, uitgebracht in 2016, en de eerste twee albums Koma (2017) en Amok (2018). De band richtte ook het eigen label Triplebase op.
Null Positiv speelde met het album Koma in het voorprogramma van Anthrax, The Raven Age en Life of Agony en had een optreden op het Wacken Open Air Festival in 2017.
Gitarist Martin Kotte verliet Null Positiv in 2018 om persoonlijke redenen. Zijn opvolger Bene Gugerbauer had een grote invloed op de muziekstijl van de band. Door een rugblessure van zangeres Elli Berlin begin 2019 moest de band gedwongen een pauze nemen. Vanaf mei 2019 toerde ze samen als co-headliners met Ankor door Zwitserland, Frankrijk, België en Italië en wonnen ze de nieuwkomerscompetitie op het M'era Luna Festival 2019.
In 2020 brachten ze hun derde studioalbum Independenz uit, die de band volledig zelf produceerde.

## Discografie
- 2016: Krieger (ep, cd, Triplebase Records)
- 2017: Unvergessen (single, mp3, Triplebase Records)
- 2017: Koma (album, cd, Triplebase Records)
- 2017: Live at Wacken Open Air (livealbum, DVD-V, Triplebase Records)
- 2018: Amok (album, cd, Triplebase Records)
- 2020: Independenz (album, cd, Triplebase Records)

## Muziekvideo's
- 2016: Friss dich auf (regie: Daniel Flax)
- 2016: Kollaps (regie: Daniel Flax)
- 2017: Unvergessen (regie: Daniel Flax)
- 2017: Koma (regie: Daniel Flax)
- 2017: Wo Rauch ist, ist auch Feuer (regie: Daniel Flax)
- 2017: Hass (regie: Michaek Roob)
- 2017: Hoffnung ist ein suesses Gift (regie: Michaek Roob)
- 2018: Amok (regie: Michaek Roob)
- 2018: Trauma (regie: Michaek Roob)
- 2019: Turm der Angst (regie: Michaek Roob)
- 2020: Freiheit (regie: Michaek Roob)
- 2020: Independenz (regie: Michaek Roob)
- 2020: Kommen und Gehen (regie: Michaek Roob)
- 2020: Deine Haut (regie: Michaek Roob)